# Шестоделен пресечен тетраедър
Шестоделният пресечен тетраедър е неправилен многостен. Той е многостен на Конуей. Той има 28 лица, 42 ръба и 16 върха. Той има 4 равностранни триъгълника и 24 равнобедрени триъгълника. Дуалният многостен е пресечен триделен тетраедър. Делтаедричната версия се нарича триангулиран пресечен тетраедър.